# Propanoate de butyle
Le propanoate de butyle est l'ester de l'acide propanoïque et du butanol et de formule semi-développée CH3CH2COO(CH2)3CH3,  utilisé dans l'industrie alimentaire et dans la parfumerie comme arôme. 